# Wieczko (konchiologia)

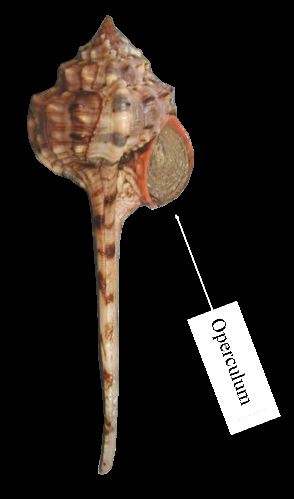
Muszla rozkolca Haustellum haustellum z operculum

Wieczko (inaczej zwane operculum) – najczęściej wapienny lub rogowy twór tworzony przez ślimaka w procesie wzrostu i służący do całkowitego lub częściowego zamknięcia ujścia muszli. Wieczka występują głównie u wodnych ślimaków i położone są na zewnętrznej tylnej części nogi.